# Antonio Manuel Reina Ballesteros
Antonio Manuel Reina Ballesteros (Osuna, provincia de Sevilla, 13 de junio de 1981) es un atleta español. Su especialidad son los 800 metros. 
Vencedor de 800 metros de la Copa del Mundo del 2002, celebrada en Madrid. Ha participado en los Juegos Olímpicos de Atenas 2004,  Pekín 2008 y Londres 2012, en los campeonatos del mundo de Edmonton, París, Helsinki,  Osaka y Daegu y en el campeonato de Europa de Múnich, Barcelona y Helsinki  y en el europeo bajo techo de Viena, Madrid y Turín. Además participó en los Juegos del Mediterráneo de Túnez y Almería.
En 2002 batió el récord nacional de 800 metros al aire libre con una marca de 1'43,83" y el de pista cubierta hasta 2022 con una marca de 1'45,25". Mantuvo el récord al aire libre hasta 2012 y el de pista cubierta hasta 2022. Además de su prueba principal solía participar en el relevo 4 x 400 metros del equipo español, con el que también batió el récord nacional en 2001 con 3'01,42"; mantuvo este récord hasta 2017.

## Palmarés

### Nacional
- Campeón de España de 400 metros lisos al aire libre: 2005.
- Campeón de España de 800 metros al aire libre: 2001, 2002, 2003, 2004 y 2005.
- Campeón de España de 800 metros en pista cubierta: 2004, 2005.
- Campeón de España de 800 metros promesas: 2001.
- Campeón de España de 400 metros promesas: 2002.
- Campeón de España de 800 metros júnior: 2000.

### Internacional
- Copa del Mundo	Madrid 2002 primer puesto en 800 metros con una marca de 1:43.83
- Copa de Europa	Primera División Estambul 2004 primer puesto en 800 metros con una marca de 1:48.60
- Europeo sub-23 Ámsterdam 2001 medalla de oro en 800 metros con una marca de
- Juegos del Mediterráneo Almería 2005 medalla de oro en 800 metros con una marca de 1:47.03
- Mundial Júnior	Mundial Santiago de Chile 2000 medalla de bronce en 800 metros
- Copa de Europa	Superliga Florencia 2003 primer puesto en 800 metros con una marca de 1:48.13
- Europeo pista cubierta. Viena 2002 medalla de bronce en 800 m con una marca de 1'45"
- Europeo pista cubierta. Madrid 2005 medalla de plata 1'48"